# Barney Miller
Barney Miller é uma comédia de situação que predomina em um conjunto de New York City, em uma delegacia de Greenwich Village. A série foi originalmente transmitida de 23 de janeiro de 1975 a 20 de maio de 1982 na ABC. Ela foi criada por Danny Arnold e Theodore J. Flicker. Noam Pitlik dirigiu a maioria dos episódios.

## Elenco
- Hal Linden - Bernard "Barney" Miller
- Abe Vigoda - Philip K. Fish
- Max Gail - Stanley Thaddeus "Wojo" Wojciehowicz
- Ron Glass - Ron Nathan Harris
- Jack Soo -  Nick Yemana
- Gregory Sierra - Miguel "Chano" Amanguale
- Steve Landesberg - Arthur P. Dietrich
- James Gregory - Frank Luger
- Ron Carey - Carl Levitt
- Barbara Barrie - Elizabeth "Liz" Miller